# Arnaldo Bittencourt
Arnaldo Bittencourt é um médico e político brasileiro.
Foi médico pediatra em Tubarão, proprietário do jornal A Voz do Povo e prefeito, de 1951 e 1955.
Foi candidato a deputado estadual para a Assembleia Legislativa de Santa Catarina pela União Democrática Nacional (UDN), ficou na suplência com 2.266 votos. Foi convocado para a 3ª Legislatura (1955-1959).